# Custer megye (Idaho)
Custer megye az Amerikai Egyesült Államokban, azon belül Idaho államban található. Megyeszékhelye és legnagyobb városa Challis. Lakosainak száma 4275 fő (2020. április 1.). Custer megye Lemhi, Blaine, Elmore, Boise, Valley és Butte megyékkel határos.

## Népesség
A megye népességének változása:
| Lakosok száma | 4358 | 4343 | 4340 | 4249 | 4087 | 4275 |
|               | 2010 | 2011 | 2012 | 2013 | 2015 | 2020 |